# Apasz Dzsumagulov
Apasz Dzsumagulov (Kirgiz SZSZK, 1934. december 19. –) kirgiz politikus, közgazdász, 1993 decembere és 1998 között Kirgizisztán ötödik miniszterelnöke volt. Öt évig kormányzott a Kirgiz Köztársaságban, így a leghosszabb ideig hatalmon levő kirgiz miniszterelnök.

## Életpályája

Kirgizisztán 1994-ben elfogadott címere

1934-ben született a Kirgiz Szovjet Szocialista Köztársaságban. Születési helye ismeretlen. Moszkvában tanult, itt végezte el az egyetemet is. Diplomájának megszerzése után visszaköltözött szülőföldjére.
1993-ban Aszkar Akajev államfő a Kirgiz Köztársaság miniszterelnökének nevezte ki. A Dzsumagulov-kormány alatt fogadták el Kirgizisztán címerét.

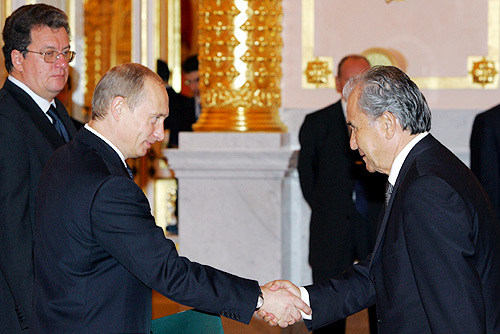
Putyin orosz elnök és Dzsumagulov

1998-ban Dzsumagulov lemondott. 

## Fordítás
Ez a szócikk részben vagy egészben  az   Apas Jumagulov című angol Wikipédia-szócikk ezen változatának fordításán alapul.  Az eredeti cikk szerkesztőit annak laptörténete sorolja fel. Ez a jelzés csupán a megfogalmazás eredetét és a szerzői jogokat jelzi, nem szolgál a cikkben szereplő információk forrásmegjelöléseként.